# ハイテクのルーツ
『ハイテクのルーツ』（原題：Richard Hammond's Engineering Connections）は、ナショナルジオグラフィックチャンネル（以下「ナショジオ」）で放送されていたテレビ番組である。

## 番組内容
原題にもあるように、イギリスのテレビ司会者であるリチャード・ハモンドの冠番組。番組では、世界各国の巨大建造物や艦船などの内部構造を取り上げ、そこに使われている様々な科学技術や自然の法則がどのように生かされているかを紹介していく。
オリジナルは2008年よりナショジオで放送され、2011年までに第3シーズンまで制作された。また2010年にはBBC Twoでも放送された。

## 放送
他のナショジオの多くの番組と同様、オリジナル（英語版）と日本語版では放送順が異なっている。

### 日本語版
- 第1シーズン（全4回）
  1. エアバスA380 "Airbus A380"
  2. 巨大掘削装置 "Troll A Gas Platform"
  3. 台北101 "Taipei 101"
  4. ケック天文台 "Deep Space Observatory"

- 第2シーズン（全6回）
  1. オペラハウス "Sydney Opera House"
  2. 海に浮かぶ空港 "Ocean Airport / Hong Kong"
  3. 東京タワーよりも高い橋　"Millau Sky Bridge"
  4. サッカーの聖地　ウェンブリー・スタジアム "Wembley Stadium"
  5. 航空母艦イラストリアス "Hms Illustrious"
  6. スペインの仰天美術館 "Guggenheim Bilbao"

- 第3シーズン（全6回）
  1. 巨大タンカーの驚愕テクノロジー "Super Tanker"
  2. 地震に強い橋 "Earthquake Bridge"
  3. スペースシャトルの驚くべき技術 "Space Shuttle"
  4. 高性能F1カー "Formula 1 Car"
  5. 超高級ホテル：ブルジュ・アル・アラブ "Burj Al Arab"
  6. 日本が誇る鉄道技術：新幹線 "Bullet Train"

### 英語版
- 第1シーズン（2008年放映：全4回）
  1. "Airbus A380"
  2. "Taipei 101"
  3. "Deep Space Observatory"
  4. "Troll A Gas Platform"

- 第2シーズン（2009年 - 2010年放映：全7回）
  1. "Wembley Stadium"
  2. "Sydney Opera House"
  3. "Hms Illustrious"
  4. "Guggenheim Bilbao"
  5. "Millau Sky Bridge"
  6. "Hong Kong International Airport"
  7. "Hammond Meets Moss: An Engineering Connections Special"[1]

- 第3シーズン（2011年放映：全6回）
  1. "Burj Al Arab"
  2. "Formula 1 Car"
  3. "Super Tanker"
  4. "Earthquake Bridge"
  5. "Space Shuttle"
  6. "Bullet Train"